# Fazenda Engenho d'Água (São Francisco do Conde)
A Fazenda Engenho d'Água é uma fazenda cujas origens remonta ao século XVII e está localizada no município de São Francisco do Conde, no estado da Bahia. Foi tombada em 2018 pelo IPAC (Instituto Patrimônio Artístico e Cultural) .

## História
A Fazenda Engenho d'Água pertenceu à família Bulcão por mais de duzentos anos. As terras da fazenda foram constituídas parte, através de compra por Gaspar de Faria Bulcão e outra parte recebida por dote de sua mulher, Guiomar da Costa. Com o seu falecimento, é transferida à seus herdeiros: os padres Gaspar e Matias, e José da Costa Bulcão.
Abrigou os três barões de São Francisco. Em 1720, José da Costa Bulcão transfere o engenho a seu filho Joaquim Inácio de Siqueira Bulcão, que futuramente seria o primeiro barão de São Francisco. Falecendo em 1829, a fazenda é herdada pelo seu primogênito, José de Araújo Aragão Bulcão, segundo barão de São Francisco. Em 1865, ao falecer, a propriedade é transferida para o sexto filho do casal, Antônio de Araújo Aragão Bulcão, terceiro barão de São Francisco.
No início do século XX, os herdeiros do terceiro barão de São Francisco vendem a fazenda para Emídio de Sá Ribeiro e sua filha Julieta Ribeiro Porciúncula torna-se a única proprietária em 1959. Em 1985, a fazenda é vendida, mas retorna à posse da família Ribeiro em 2002.

## Edificações Históricas
A Fazenda Engenho d'Água possui duas construções do século XVII e XVIII, a sua casa grande(1610) e a capela de formato octogonal renascentista(1729), além de ainda preservar uma senzala e barcaças de cacau.
A casa grande e a capela passaram por um longo processo de restauração que durou quase dez anos, financiado pelo atual proprietário.